# グザヴィエ・ボーヴォワ
グザヴィエ・ボーヴォワ（Xavier Beauvois, フランス語発音: [ɡzavje bovwa], 1967年3月20日 - ）は、フランスの映画監督・脚本家・俳優である。

## 来歴
1980年代後半から俳優・映画監督として活動を始め、1991年に初の長編『Nord』を製作。モントリオール世界映画祭で審査員特別グランプリと国際映画批評家連盟賞を受賞。1995年に製作した2作目の『N'oublie pas que tu vas mourir』が第48回カンヌ国際映画祭で審査員賞を受賞。本作はジャン・ヴィゴ賞も受賞した。1999年にはフィリップ・ガレル監督の『夜風の匂い』に出演するとともに脚本も担当した。
2010年、1996年にアルジェリアで起きたティビリヌの修道士殺害事件を描いた『神々と男たち』を製作。第63回カンヌ国際映画祭でグランプリとエキュメニカル審査員賞を受賞し、セザール賞でも作品賞を受賞した。本作は第83回アカデミー賞外国語映画賞のフランス代表に選ばれたが、最終候補には残らなかった。

## 作品

### 監督作品
- Le matou （1986年） 短編
- Nord （1991年）
- N'oublie pas que tu vas mourir （1995年）
- マチューの受難 Selon Matthieu （2000年）
- João Mata Sete （2000年）
- 若き警官Le Petit Lieutenant （2005年）
- 神々と男たち Des hommes et des dieux （2010年）
- チャップリンからの贈りもの La rançon de la gloire （2014年）
- 田園の守り人たち Les gardiennes　(2017年)

### 出演作品
監督作は除く。
- Le ciel de Paris （1991年）
- Aux petits bonheurs （1994年）
- Les amoureux （1994年）
- ポネット Ponette （1996年）
- Le jour et la nuit （1997年）
- Disparus （1998年）
- 夜風の匂い Le vent de la nuit （1999年）
- Arsène Lupin （2004年）
- Les témoins （2007年）
- 24 mesures （2007年）
- 殺し屋 Le tueur （2007年）
- レディ・エージェント 第三帝国を滅ぼした女たち Les femmes de l'ombre （2008年）
- Disco （2008年）
- Villa Amalia （2009年）
- The Chameleon （2010年）
- Rendez-vous avec un ange （2010年）
- メゾン ある娼館の記憶 L'Apollonide: Souvenirs de la maison close （2011年）
- De bon matin （2011年）
- マリー・アントワネットに別れをつげて Les Adieux à la reine （2012年）
- Au galop （2012年）
- Quand je serai petit （2012年）
- Turf （2013年）
- Un château en Italie （2013年）
- 永遠のジャンゴ Django （2017年）